# Mareca marecula
El pato de la isla Ámsterdam (Mareca marecula), también llamado silbón de isla Ámsterdam, es una especie extinta de ave anseriforme de la familia de las anátidas endémica de la isla Ámsterdam, Territorios Australes Franceses. Esta especie de ave no voladora se conoce únicamente por restos óseos y fue presumiblemente llevada a la extinción por los balleneros visitantes de la isla.  En su visita a la vecina isla de San Pablo el 2 de febrero de 1793, el explorador John Barrow menciona la presencia en la misma de "un pequeño pato marrón, no mucho mayor que un zorzal" que era "la comida favorita de los cinco cazadores de focas que vivían en la isla". Dada la proximidad geográfica de ambas islas (unos 85 km), dicho pato podría ser la misma especie o bien una muy similar.